# Giulia Guerrini
Pour les articles homonymes, voir Guerrini.
Giulia Guerrini (née à Milan le 4 septembre 1996) est une actrice et chanteuse italienne connue pour ses rôles dans Alex and Co, Mónica Chef et Bia.

Elle est en couple depuis 2018 avec Guido Messina l'acteur qui joue Alex dans Bia 

## Filmographie
| Année(s)    | Série       | Rôle                | Notes                                                                            |
| ----------- | ----------- | ------------------- | -------------------------------------------------------------------------------- |
| 2015 - 2017 | Alex and Co | Rebecca Guglielmino | Rôle secondaire (saison 1 - 3a) Rôle principale (saison 3b et épisodes spéciaux) |
| 2015 - 2016 | Radio Alex  | Rebecca Guglielmino | Rôle récurrent                                                                   |
| 2017        | Mónica Chef | Barbara Petersoli   | Rôle principal                                                                   |
| 2019 - 2021 | Bia         | Chiara Callegri     | Rôle principal                                                                   |

## Discographie
Avec Alex & Co
- 2016 : We Are One

Avec Monica Chef
- 2017 : Mónica Chef

Avec Bia
- 2019 : Así yo soy
- 2019 : Si Vuelvo A Nacer
- 2020 : Grita
- Tu color para pintar

## Tournée
- TBA : Bia Live Tour